# Dublin
Ne doit pas être confondu avec Lublin.
Pour les articles homonymes, voir Dublin (homonymie).
Dublin (/dy.blɛ̃/  ; en anglais local : /ˈdʊbᵊlən/ ; en irlandais : Baile Átha Cliath /ˈbˠalʲə aːhə ˈclʲiə/ ou Bleá Cliath /ˌbʲlʲaː ˈclʲiə/) est la plus grande ville de l'île d'Irlande et de l'Irlande, dont elle est la capitale (la capitale de l'Irlande du Nord est Belfast). La ville est située sur la côte orientale de l'île et au centre du comté de Dublin. Dublin est la plus grande ville d'Irlande en importance politique et économique ainsi que par le nombre d’habitants depuis le haut Moyen Âge. Spécialisée depuis les années 1990 dans les technologies de l’information et de la communication, elle est aujourd’hui classée à la soixante-sixième place dans l’index des places financières mondiales et a un des plus forts taux de développement parmi les capitales européennes,. Dublin est le centre historique, politique, artistique, culturel, économique et industriel de l’Irlande.
La population de la commune de Dublin est de 554 554 habitants au recensement de 2016. Au même recensement, le comté de Dublin — divisé en quatre zones administratives : ville de Dublin, Dublin Sud, Fingal et Dún Laoghaire-Rathdown — compte 1 270 603 habitants tandis que la région du Grand Dublin abrite 1 804 156 habitants.

## Toponymie
Le nom de « Dublin » est généralement considéré comme provenant du gaélique originel Dubh Linn (« l'étang noir ») qui signifie maintenant « baie de la fumée », le nom d'un bassin d'un affluent de la Liffey, près duquel s'est érigée la première place forte des Vikings irlandais, ou Gall Gàidheal. Des doutes existent cependant à ce propos. En effet, la première référence à l'existence de la ville se trouve dans les écrits de Ptolémée aux environs de 140. Elle est alors désignée sous le nom de Eblana. La proximité de ce nom avec le nom actuel (b, l et n en commun) fait donc douter sur le lien entre Dublin et Dubh Linn, mais on ne sait pas si ces deux origines sont liées. Le nom Dubh Linn se retrouve également en islandais : djúp lind (mare profonde), en gallois : Dulyn (du noir, et llyn lac, étang) et en breton : Dulenn (du noir, et lenn étang, mare, lac).
Le nom gaélique contemporain Baile Átha Cliath (« La ville du gué des haies de roseaux ») fait référence au hameau qui se trouvait près du site de fondation de Dublin.

## Histoire

### Origines

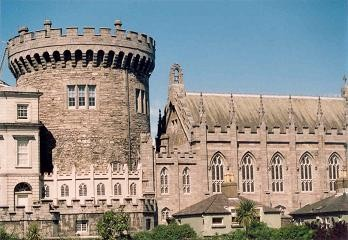
Le château de Dublin.

Selon Ptolémée, Eblana existait dès l'an 140. Le village celtique Áth Cliath (le gué de la haie) est en fait antérieur à la fondation de Dublin en tant que « Dubh Linn » par les Vikings au IXe siècle.
En l'an 837, Thorgis y revient pour la deuxième fois, accompagné cette fois d'une flotte de cent vingt bateaux viking. Soixante d'entre eux remontent le fleuve Boyne, les soixante autres le fleuve Liffey. Selon les annales de l'époque, cette formidable force militaire se rassemble sous son autorité. Thorgis est inconnu dans son propre pays, et tous les récits relatifs à ses conquêtes se trouvent en Irlande et dans les îles britanniques. À leur arrivée à Dublin, ses hommes s'emparent de cette communauté de pêcheurs et agriculteurs et érigent un solide fort selon les méthodes de construction scandinaves, sur la colline où se trouve l'actuel château de Dublin.

Plan de Dublin autour de l'an 900.

Les noms modernes de Dublin font référence à cette double origine : le hameau originel pour le nom gaélique, et le village viking pour la version anglophone.
Le roi Brian Boru, surnommé Boroimhe, Brian Mac Cenneidigh, né en l'an 941 dans le Thomond en Irlande, fut inhumé à Dublin en l'an 1014, à l'âge de 73 ans. Il a tenté l'unification de l'Irlande ; il est décédé à la bataille de Clontarf le 23 avril 1014, dans sa tente, un vendredi saint.

### L'occupation anglaise
Après l'invasion de l'Irlande par les Anglo-Normands (1170/1171), Dublin a remplacé la colline de Tara comme capitale de l'Irlande, le pouvoir s'installant au château de Dublin jusqu'à l'indépendance.
Un évêché y fut érigé en 1018 ; en 1213 les Anglais, qui s'en étaient rendus maîtres, y élevèrent un château, fortifié au XVe siècle.
À partir du XVIIe siècle, la ville s'est développée rapidement, croissance qui sera rationalisée cinquante ans plus tard par le percement de boulevards, sous la Wide Streets Commission créée en 1757.
En 1700, la population dépasse 60 000 habitants, ce qui en fait la deuxième ville de l'empire britannique, alors réduit aux îles et aux colonies d'Amérique du Nord et des Antilles. Après leur victoire à la bataille de la Boyne en 1690, les troupes protestantes de Guillaume d'Orange, parmi lesquelles 3 000 huguenots français, ont installé nombre de leurs hommes à Dublin, pour se démarquer des protestants controversés qui avaient colonisé l'Ulster et le Munster depuis un siècle. Les 239 huguenots de Dublin ont une sépulture collective, Huguenot House dans la petite rue de Mansion Row près du parc de St Stephen's Green, créé en 1693 dans le nouveau Dublin, où sont gravés les noms de 239 d'entre eux, répertoriés par ordre alphabétique.
Leur domination politique et culturelle est facilitée par l'exil pour la France de 20 000 soldats jacobites au moment du Traité de Limerick, parmi lesquels on compte l'essentiel de la noblesse catholique irlandaise, dont une large partie avait déjà été expropriée, dans les régions de Munster (centre-ouest) et l'Ulster depuis un siècle.
Londres ne prétend pas transformer en propriétaires terriens cette nouvelle vague de protestants, qui ont connu la vie aux Pays-Bas, et préfère les voir réunis à Dublin pour contrer d'éventuels débarquements jacobites, au départ du port français de La Hougue.
Depuis le début de l'occupation anglaise au XIIe siècle, la ville a joué le rôle de capitale de l'île irlandaise, sous toutes les formes qu'a pu prendre l'autorité politique :
- la Seigneurie d'Irlande (1171-1541) ;
- le Royaume d'Irlande (1541-1800) ;
- l'île en tant que membre du Royaume-Uni (1801-1922) ;
- la République irlandaise (1919-1922).

### Capitale de l'Irlande indépendante

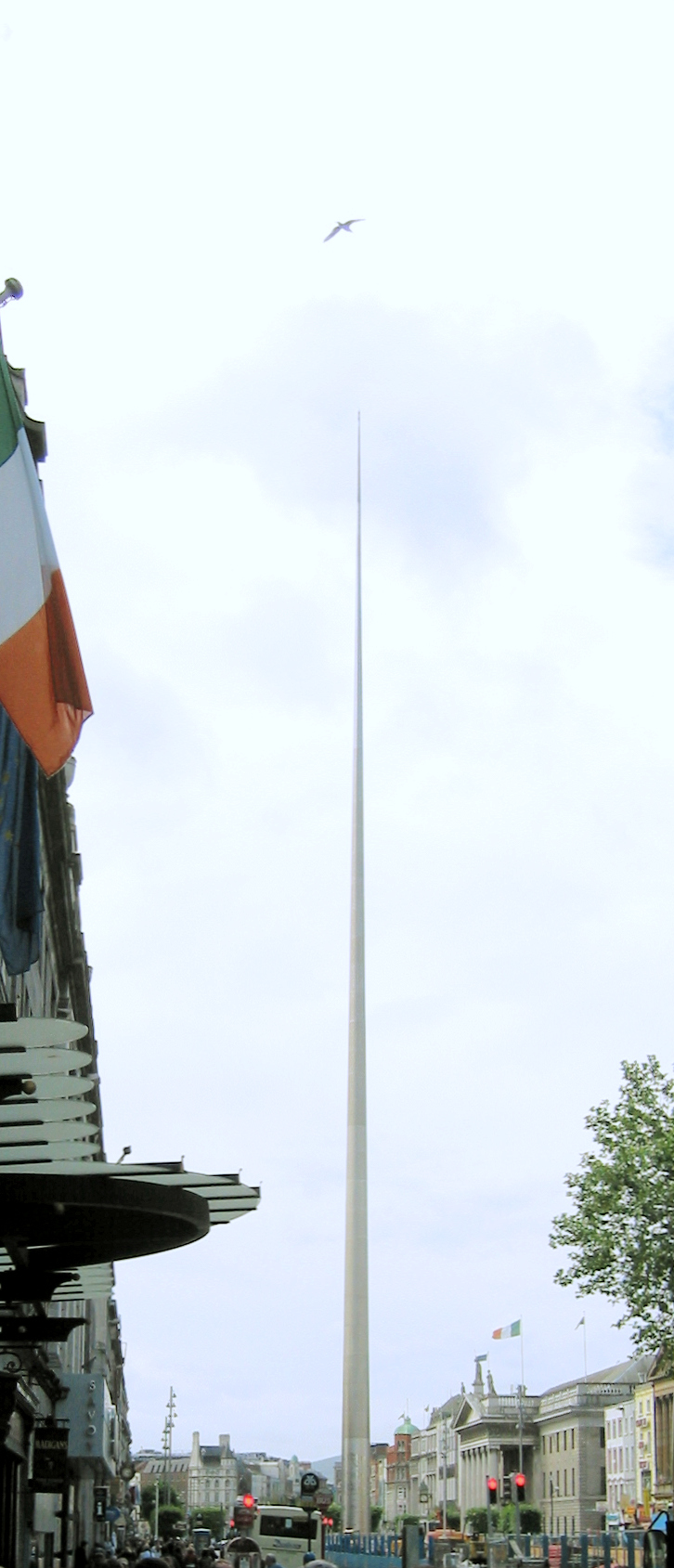
The Spire of Dublin, à 120 mètres de haut, est la plus grande sculpture du monde.

L'Insurrection de Pâques en 1916 place la capitale dans l'instabilité, tout comme la guerre anglo-irlandaise, tandis que la guerre civile irlandaise a laissé la ville en ruines, beaucoup de ses plus beaux bâtiments ayant été détruits. L'État d'Irlande a reconstruit une grande partie des bâtiments de la ville, mais sans prendre de réelle initiative pour moderniser la ville ; le parlement a été déplacé dans la Leinster House.
À partir de 1922, à la suite de la partition de l'Irlande, Dublin est la capitale de l'État libre d'Irlande (1922–1937) puis de la république d'Irlande. Après la Seconde Guerre mondiale (connue comme « The Emergency » en référence à l'état d'urgence décrété de 1939 à 1946), Dublin était une capitale vieillotte, le renouvellement de la ville était lent.
Dublin fut plusieurs fois touchée par des attentats en lien avec le conflit nord-irlandais, comme ceux de 1974.
À partir des années 1990 et la période du tigre celtique, la ville a connu de nombreuses transformations, notamment par la création de nouveaux quartiers, bâtiments et infrastructures, dans le centre mais aussi en périphérie, ainsi que par l'arrivée de nouvelles populations constituées de jeunes actifs originaires d'Europe et d'Asie. Les infrastructures ont été bouleversées, avec l'avènement du DART (train de banlieue de type RER) et du LUAS (tramway). La création de deux lignes de métro est également projetée à l'horizon 2035.
Ainsi, Dublin, qui avait un aspect plutôt provincial jusque dans les années 1990, a beaucoup changé, du fait d'une frénésie immobilière et urbanistique.

## Géographie

### Site

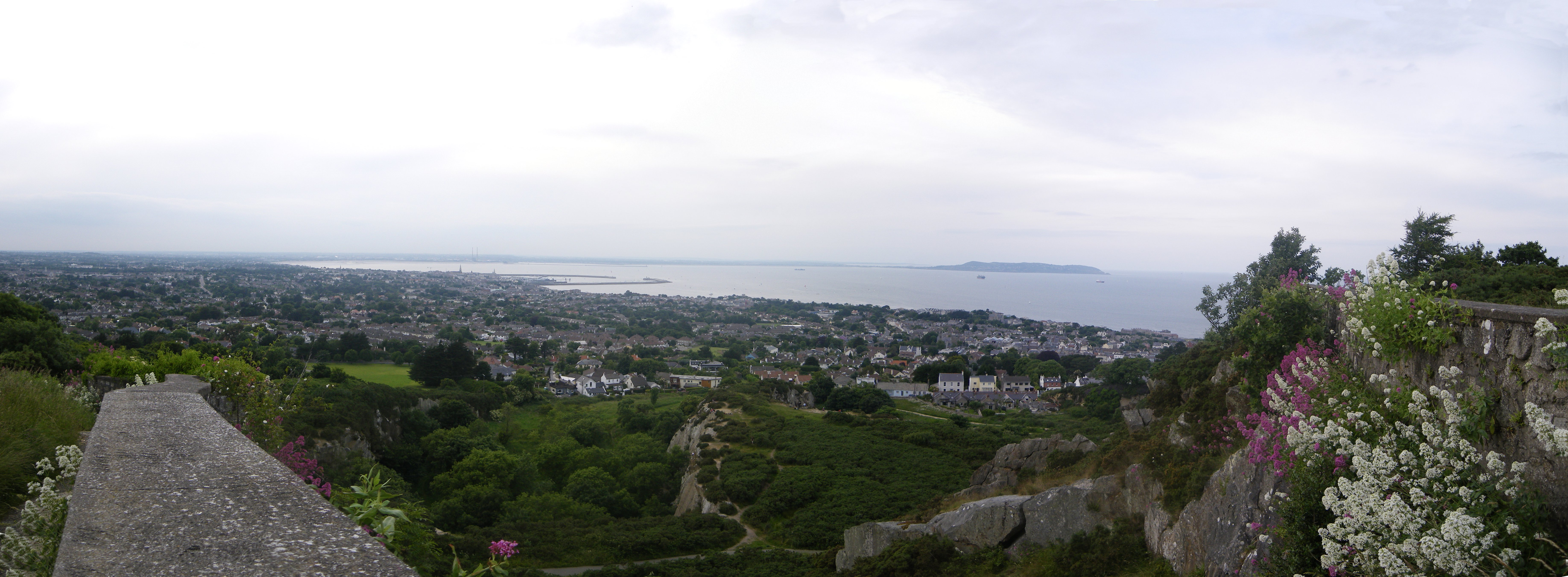
Baie de Dublin.

La ville est située à peu près au milieu de la côte est de l'Irlande, le long d'une baie, à l'embouchure de la Liffey et au centre de la région du Grand Dublin. Le centre-ville se situe à environ 4 km de la côte. Au sud de la ville s'étendent les montagnes de Wicklow.

### Climat
Son climat est typiquement océanique. On peut le comparer au climat de Vancouver. Les hivers sont doux (environ 5 °C) et les étés frais (environ 15 °C). Les précipitations, d'un total de 733 mm, sont bien réparties tout au long de l'année.
| Mois                              | jan. | fév. | mars | avril | mai  | juin | jui. | août | sep. | oct. | nov. | déc.  | année |
| --------------------------------- | ---- | ---- | ---- | ----- | ---- | ---- | ---- | ---- | ---- | ---- | ---- | ----- | ----- |
| Température minimale moyenne (°C) | 2,5  | 2,5  | 3,1  | 4,4   | 6,8  | 9,6  | 11,4 | 11,1 | 9,6  | 7,6  | 4,2  | 3,4   | 6,4   |
| Température moyenne (°C)          | 5    | 5    | 6,3  | 7,9   | 10,5 | 13,4 | 15,1 | 14,9 | 13,1 | 10,6 | 7    | 5,9   | 9,6   |
| Température maximale moyenne (°C) | 7,6  | 7,5  | 9,5  | 11,4  | 14,2 | 17,2 | 18,9 | 18,6 | 16,6 | 13,7 | 9,8  | 8,4   | 12,8  |
| Record de froid (°C)              | −9,4 | −6,2 | −6,7 | −3,7  | −1   | 1,5  | 4,8  | 4,1  | 1,7  | −0,6 | −3,4 | −12,2 | −12,2 |
| Record de chaleur (°C)            | 16,6 | 15,3 | 21,3 | 20,5  | 23,4 | 26,5 | 27,6 | 28,7 | 23,9 | 21,2 | 18   | 16,2  | 28,7  |
| Précipitations (mm)               | 70   | 50   | 54   | 51    | 55   | 56   | 50   | 71   | 66   | 70   | 64   | 76    | 733   |

## Économie

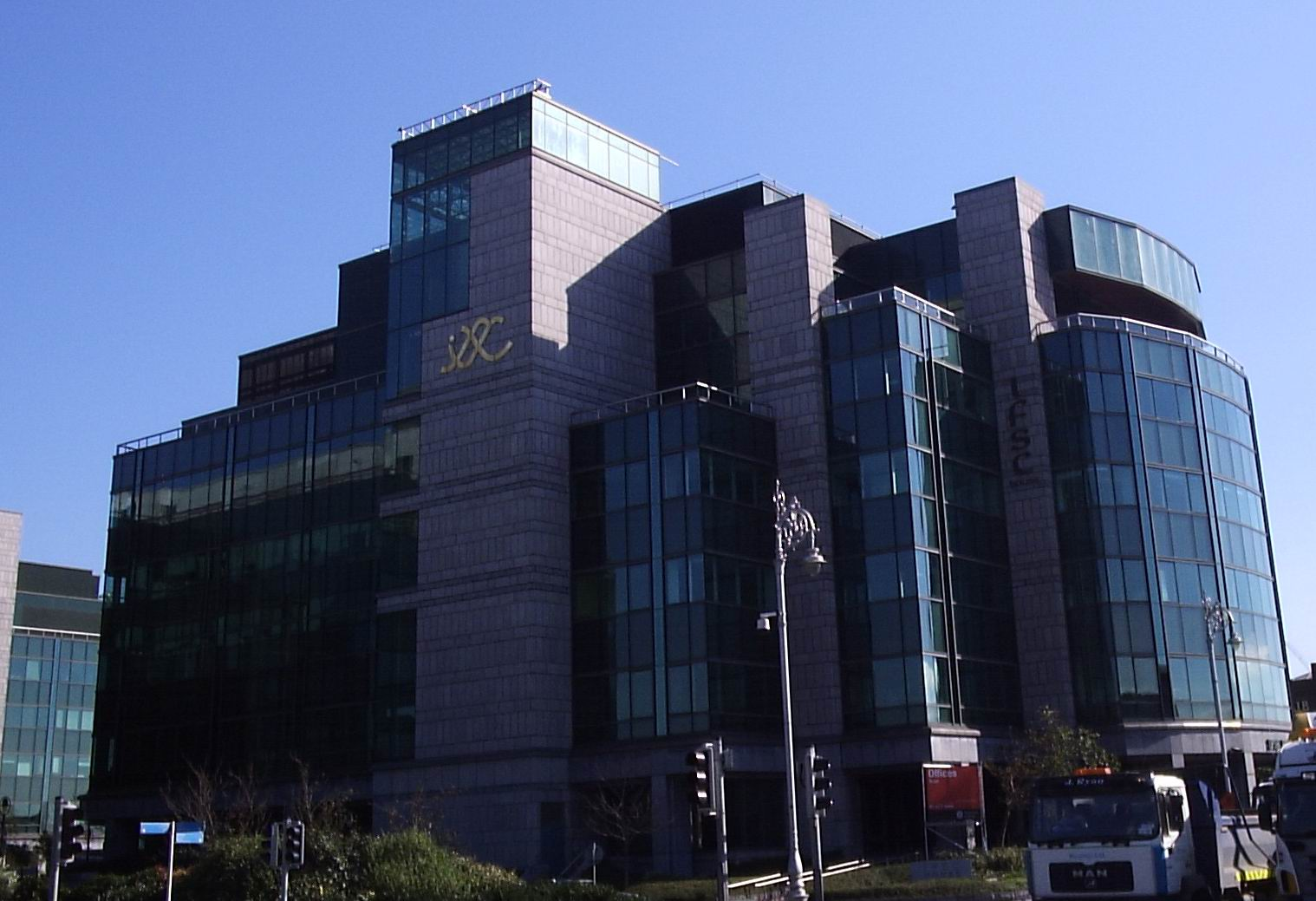
International Financial Services Centre

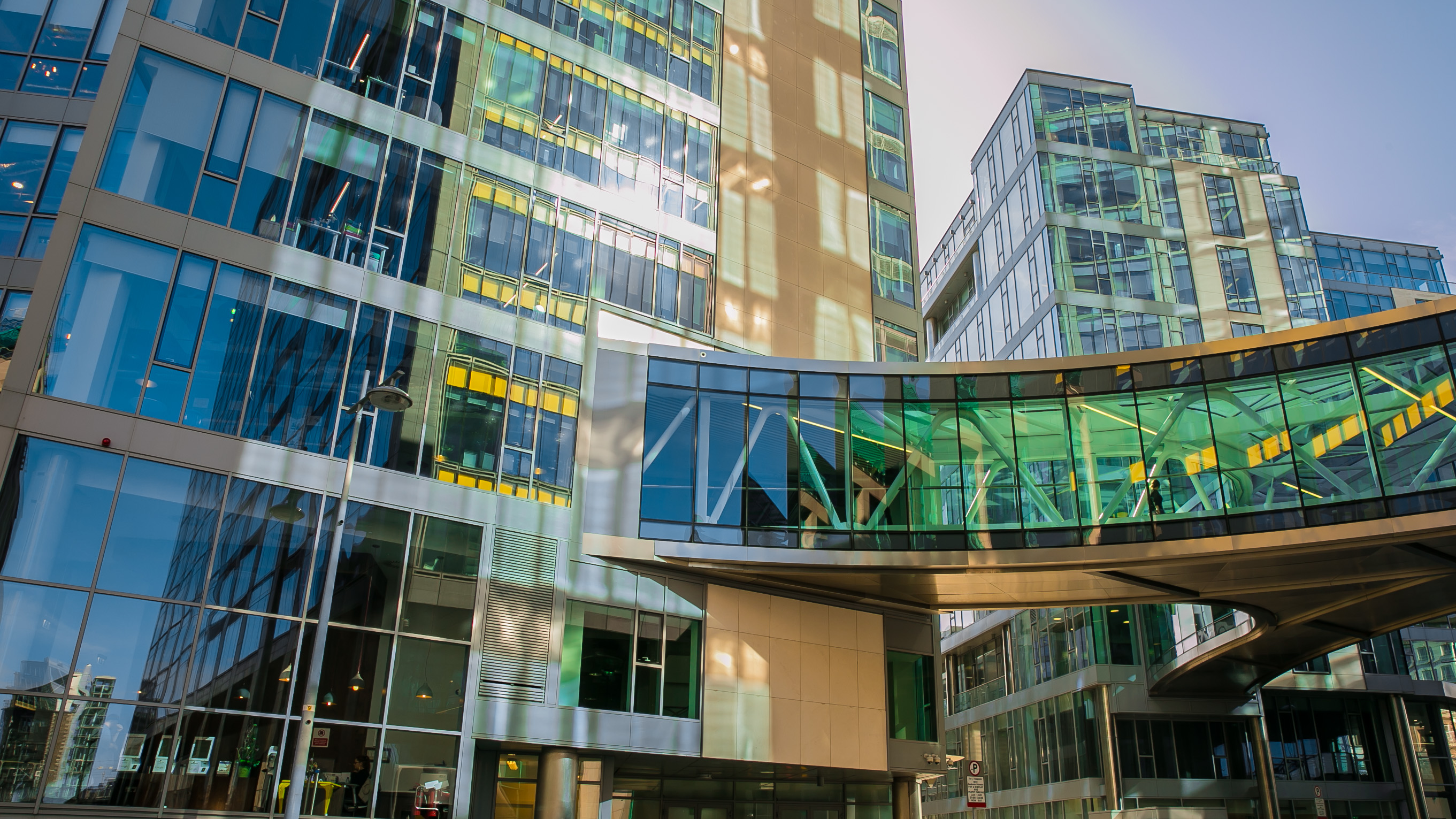
Les locaux de Google Europe

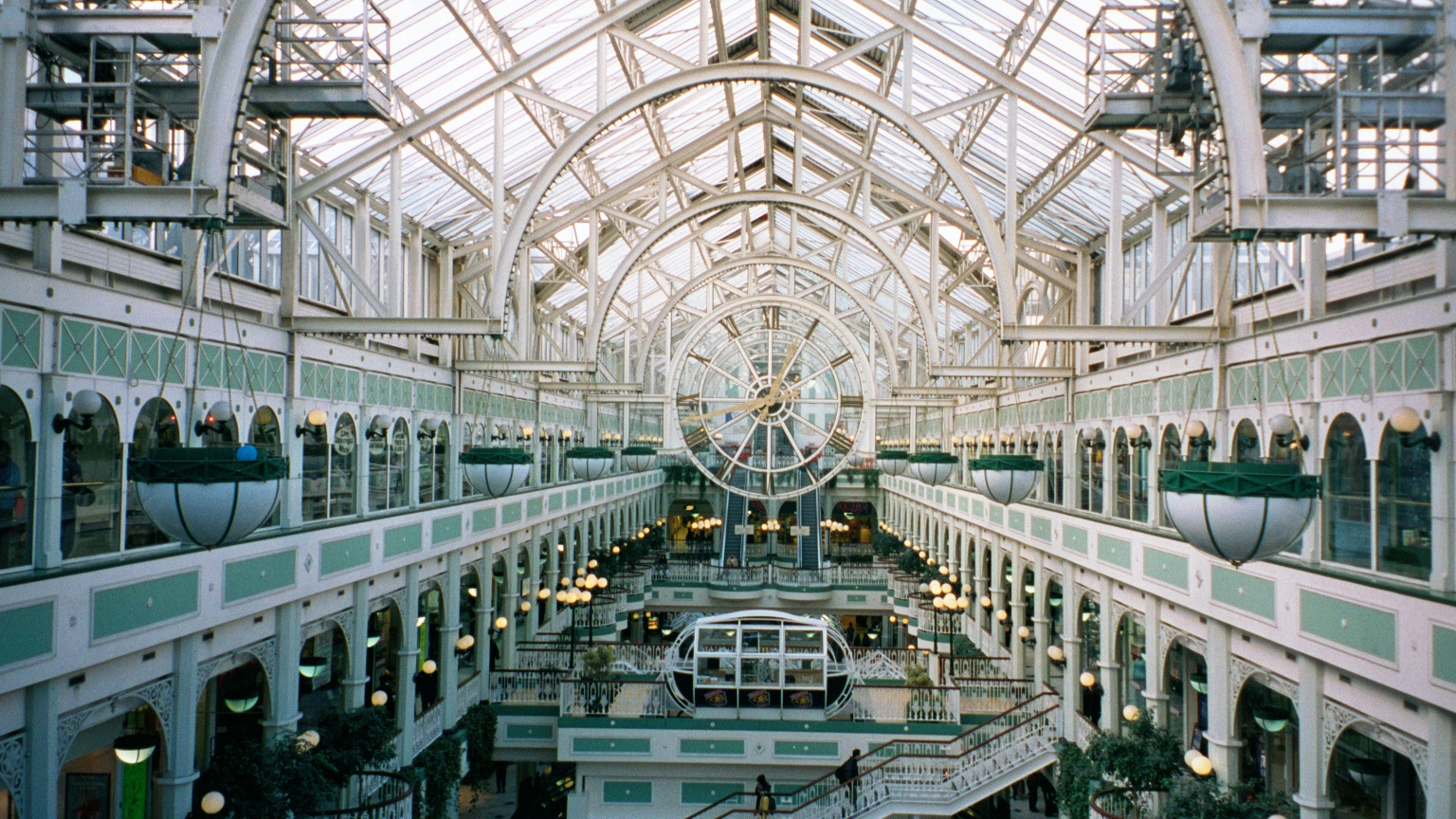
Le St Stephen's Green Shopping Centre, centre commercial

### Industries
Dublin est le centre industriel de l'Irlande, avec notamment de nombreuses activités dans le port de Dublin. De nombreuses multinationales pharmaceutiques se sont implantées à Dublin et dans sa banlieue, comme Pfizer.
L'usine Guinness, située dans Dublin même, porte de St James, est un des premiers entrepôts ayant servi à la fabrication de la Guinness, désormais convertis en un gigantesque musée consacré à l’histoire de la marque.

### Secteur tertiaire
Le secteur tertiaire s'est fortement développé depuis l'époque du Tigre celtique dans les années 1990, notamment dans le domaine des nouvelles technologies de l'information et de la communication. La ville abrite les sièges européens ou les principaux centres opérationnels de Google, Facebook, Amazon, eBay, PayPal, Yahoo!, Twitter, Accenture, Xerox, Provectio et Salesforce.com. À l'ouest de Dublin, Leixlip accueille Intel et Hewlett-Packard. Le centre opérationnel de Microsoft pour l'Europe, le Moyen-Orient et l'Afrique est situé dans la zone d'activités de Sandyford, au sud de Dublin.
Un important centre d'affaires, l'International Financial Services Centre, a été construit dans le quartier de North Wall.
Dublin a également vu la création d'un pôle de compétence par l'installation de nombreuses entreprises multinationales de haute technologie (informatique principalement), attirées par une fiscalité très favorable et l'amélioration des infrastructures grâce aux aides européennes consécutives à l'entrée de l'Irlande dans l'Union européenne.
Depuis mai 2023, le siège social de Pinduoduo, qui possède Temu, se situe à Dublin.

## Culture

### Littérature, théâtre et arts

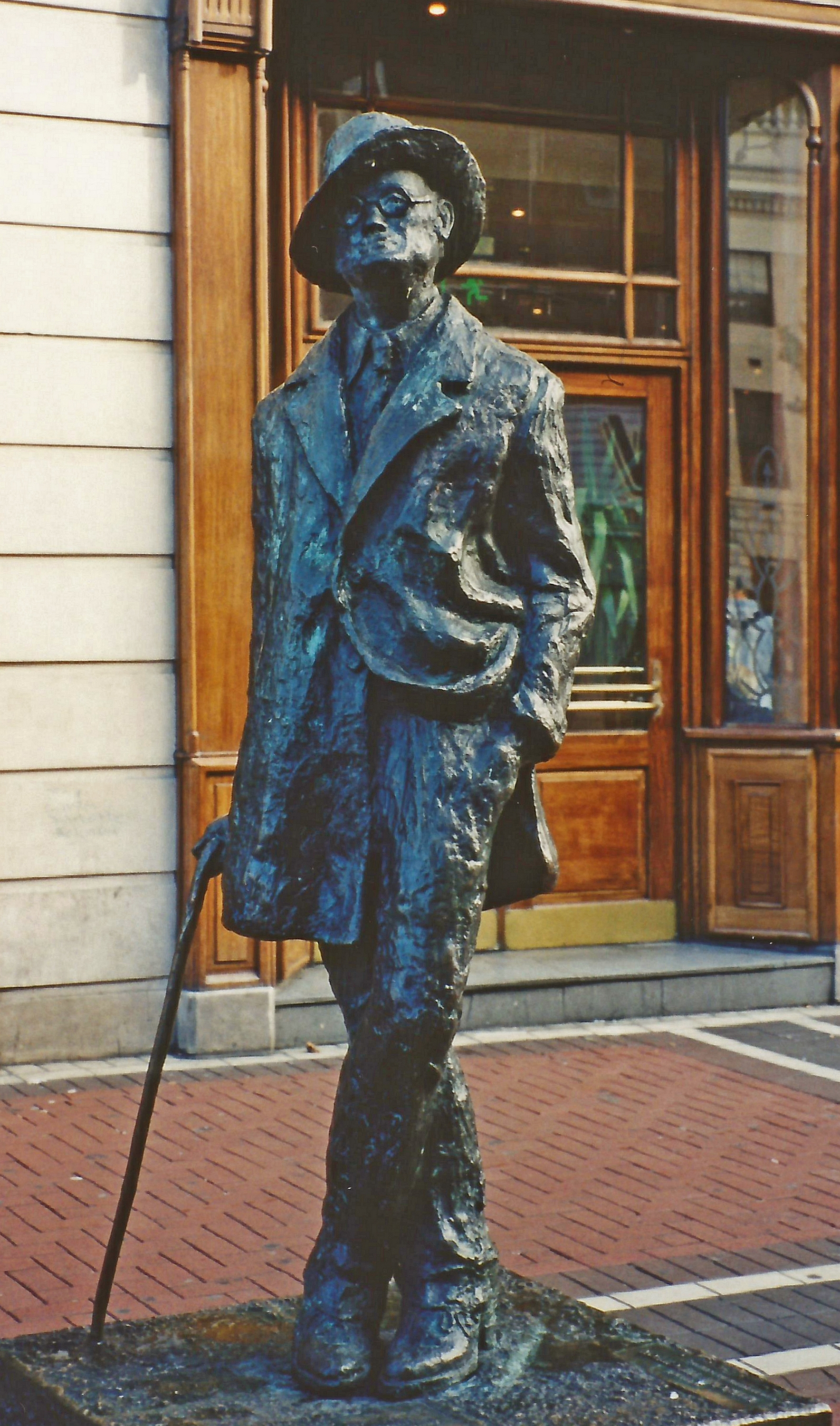
Statue de James Joyce à Dublin, par Marjorie Fitzgibbon.

La ville de Dublin a une formidable histoire littéraire, ayant produit de très grandes figures de la littérature comme les Prix Nobel William Butler Yeats, George Bernard Shaw et Samuel Beckett ou les auteurs Oscar Wilde, Jonathan Swift et même le créateur de Dracula, Bram Stoker. Dublin est aussi célèbre comme étant le lieu d’action des plus grandes œuvres de James Joyce. Dubliners est un recueil de nouvelles à propos d’évènements et de résidents de la ville au tout début du XXe siècle. Son œuvre la plus célèbre, Ulysse se déroule aussi à Dublin et fourmille de détails décrivant la ville. En hommage à cette œuvre essentielle, le Bloomsday (référence à Léopold Bloom, protagoniste de l'œuvre) est célébré chaque année le 16 juin et est l'occasion de voir les Irlandais défiler et déambuler sur les traces de Bloom. D’autres écrivains dublinois sont aussi célébrés, comme John Millington Synge, Seán O'Casey, Brendan Behan, et plus récemment Maeve Binchy et Roddy Doyle. Les plus grandes bibliothèques d’Irlande se trouvent à Dublin, la Bibliothèque nationale d'Irlande ou la bibliothèque Chester-Beatty. La littérature et la poésie jouent un rôle essentiel dans la vie de la ville et de manière générale en Irlande. Ainsi, un musée (le Dublin Writers Museum) regroupe des manuscrits et des objets originaux ayant appartenu à de nombreux écrivains, de Swift à Seamus Heaney.
Il existe de nombreux théâtres à Dublin. Ceux-ci ont formé quelques acteurs mondialement célèbres comme Noel Purcell, Brendan Gleeson, Stephen Rea, Colin Farrell, Colm Meaney et Gabriel Byrne. Les théâtres les plus connus sont l’Abbey Theatre, le Gate Theatre, le Gaiety Theatre et l’Olympia.
L’Abbey Theatre a été fondé en 1904 par un groupe d’écrivains dont Yeats, dans le but de promouvoir les talents littéraires des auteurs irlandais. Il a permis de faire découvrir les œuvres d’auteurs comme Shaw, Synge, O'Casey, et en même temps de servir de tremplin au réveil national et politique du début du XXe siècle.
Le Gate Theatre a été fondé en 1928 pour promouvoir les œuvres européennes et américaines d’avant-garde.
Le Gaiety Theatre est quant à lui spécialisé dans les productions musicales : opéras, comédies musicales, ballets.
Le plus grand théâtre est le Mahony Hall.

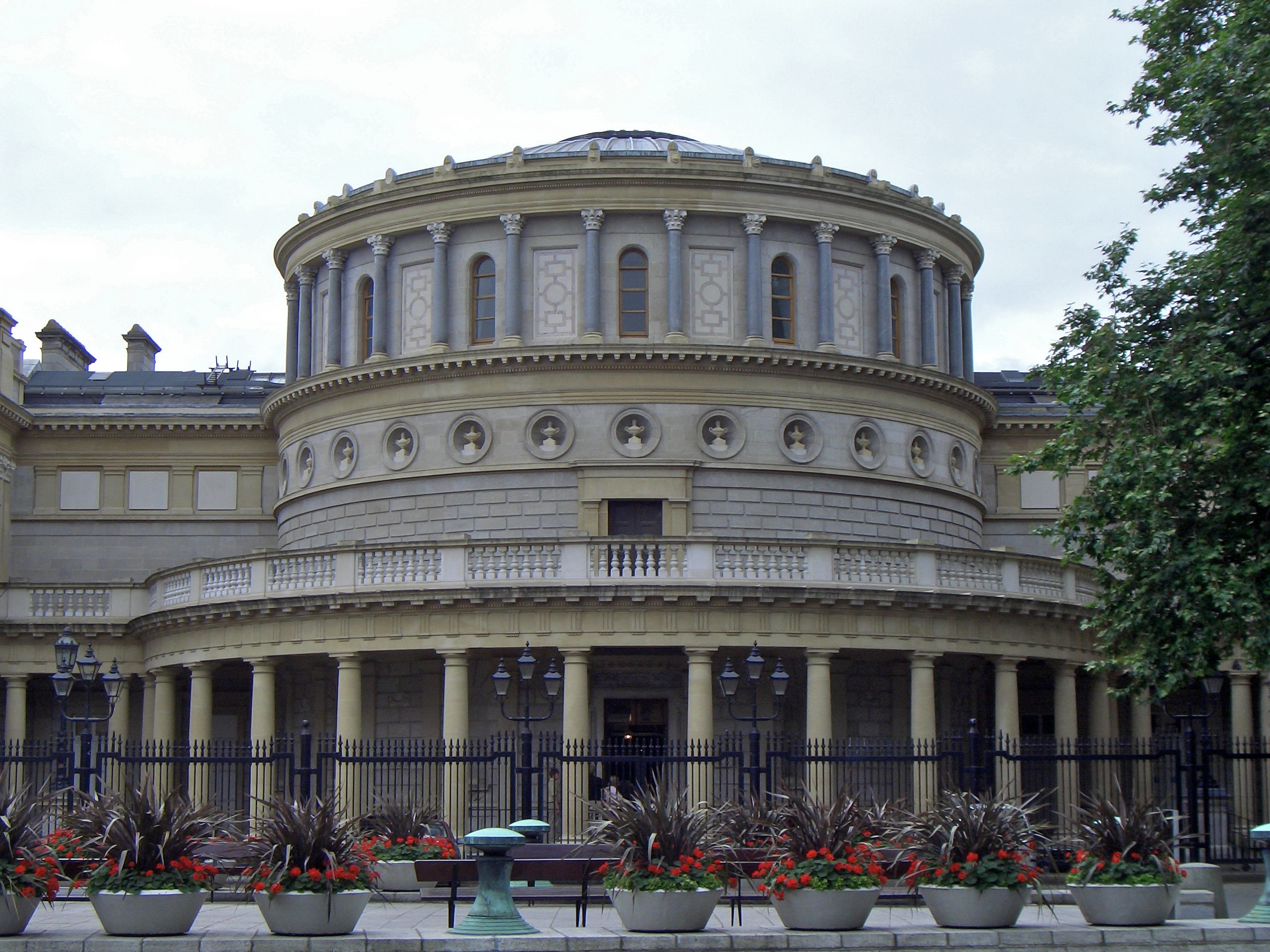
National Museum of Ireland.

Dublin est aussi le point central de l’art Irlandais. On y trouve les musées les plus importants du pays. Le Livre de Kells est conservé au sein de la bibliothèque de Trinity College. La bibliothèque Chester-Beatty possède de très nombreux manuscrits, dessins et autres livres rares dont les plus anciens documents remontent à 2700 ans av. J.-C.
Les œuvres artistiques des artistes Irlandais peuvent être contemplées dans de très nombreux musées situés à Dublin et dans les galeries d’art du centre-ville.
Les principaux musées sont la Galerie nationale d'Irlande, le musée irlandais d'art moderne, la Hugh Lane Municipal Gallery et le musée national d'Irlande répartis en trois sites, l’archéologie dans Kildare Street, les arts décoratifs et l’histoire dans les Collins Barracks et l’histoire naturelle dans Merrion Street. Il existe également de nombreuses galeries commerciales (privées) dont l'entrée est toujours gratuite. L'une est d'ailleurs tenue par un Français : la galerie Olivier Cornet, en haut du Parnell Square (3 Great  Denmark Street).

### Expositions
- 1865 - Exposition internationale d'arts et métiers (International Exhibition of Arts and Manufactures)
- 1874 - Exposition internationale d'arts et métiers

### Loisirs

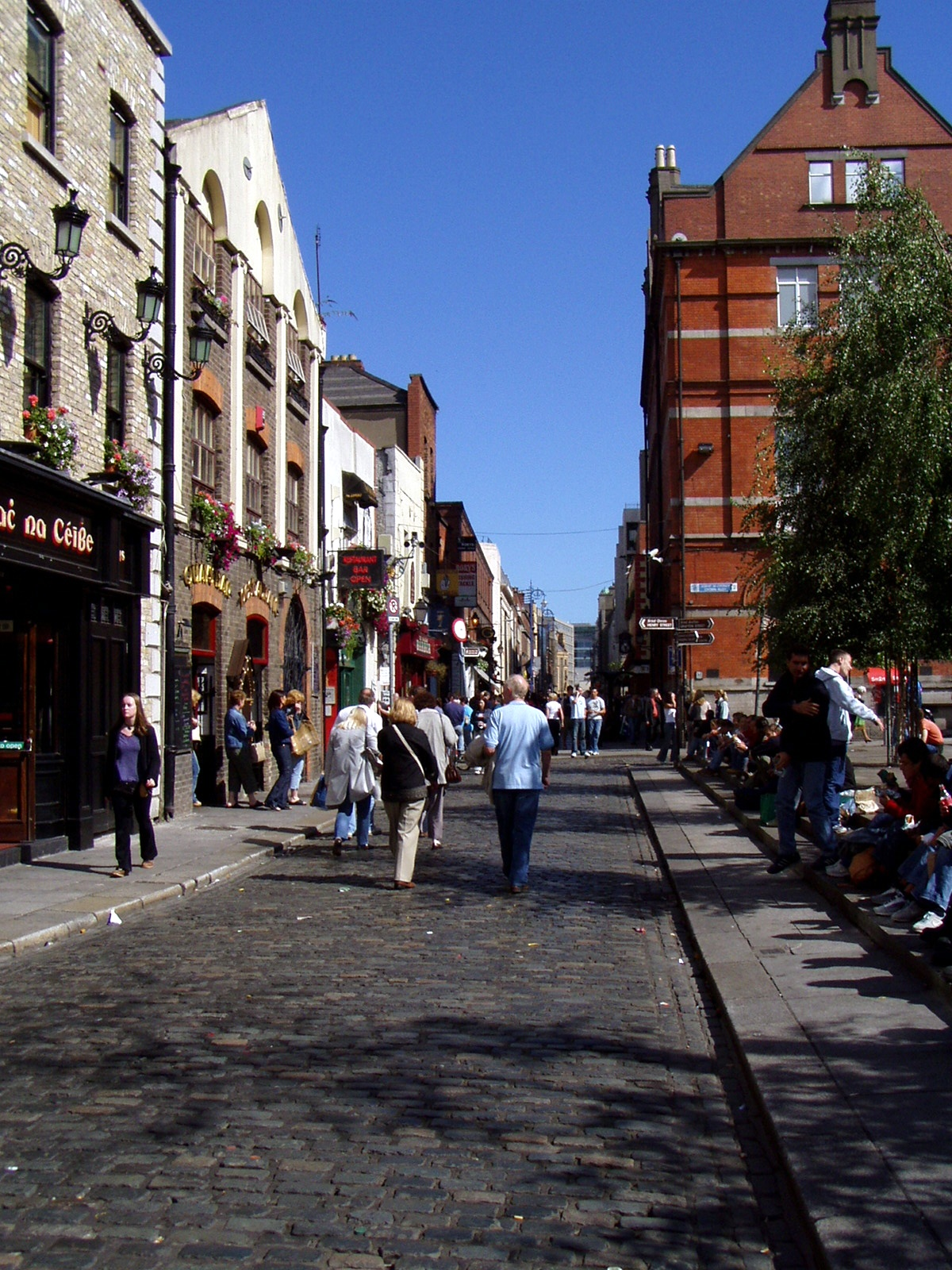
Temple Bar, quartier de la vie nocturne à Dublin.

Il existe une vie nocturne très dynamique à Dublin. La ville est une des plus jeunes d’Europe avec près de 50 % de la population âgée de moins de 25 ans,. De plus, Dublin a été élue en 2007 et 2009 ville la plus amicale d’Europe,.
Comme le reste de l’Irlande, Dublin est parsemée de pubs. Temple Bar, quartier situé sur la rive sud de la Liffey, est le lieu d’attraction d’une foule venue de toute la ville et de très nombreux touristes venus prendre les pubs d’assaut. Ce quartier a été développé en quartier culturel avec des galeries d’art, le centre national du cinéma (Irish Film Institute), des studios de photographie. De très nombreuses animations y sont organisées. Les rues autour de St Stephen's Green — Harcourt street, Camden street, Wexford street et Leeson street, notamment — comptent de très nombreuses boîtes de nuit.
Dublin a accueilli le Fleadh Cheoil en juin 1972.
La ville a accueilli le concours Eurovision de la chanson à six reprises : en 1971, 1981, 1988, 1994, 1995 et 1997, c'est la ville qui a accueilli le concours le plus de fois.
Les concerts sont très populaires. Depuis les petits groupes de musique traditionnelle jusqu’au hard rock, toutes les tendances musicales se retrouvent dans les différents pubs. De nombreux artistes ont fait leurs premiers pas à Dublin, au premier rang desquels U2, The Dubliners, The Boomtown Rats, Thin Lizzy, Sinéad O'Connor et The Cranberries ou encore Shook Up!
La ville compte aussi un des parcs zoologiques les plus anciens du monde, le Zoo de Dublin, situé dans Phoenix Park, administré par la Société de zoologie d'Irlande.

### Communications
Radio Telefís Éireann (RTE) est la chaîne nationale de radio et télévision ; son siège se trouve à Dublin où sont également installés ses principaux studios. Fair City est un feuilleton produit par la chaîne dont l'action se déroule dans une banlieue fictive, Carraigstown. TV3, la seule chaîne privée nationale, est aussi basée à Dublin, et importe la plupart de ses programmes des télévisions britanniques et américaines, cherchant à atteindre un public jeune.
Les principaux bureaux des services postaux, téléphoniques (fixes et mobiles) sont également implantés à Dublin, tout comme de nombreuses stations de radio et la plupart des quotidiens nationaux.

## Société

### Northside & Southside

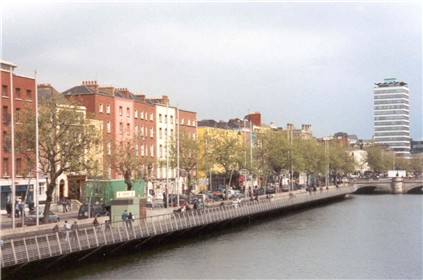
La Liffey divise la ville d'ouest en est.

Il existe traditionnellement une opposition entre le nord et le sud de la ville, avec la ligne de démarcation formée par la Liffey. Le Northside est plus pauvre et ouvrier, tandis que le Southside est considéré comme plus aisé, occupé par les classes moyennes et supérieures. Cette division se retrouve dans les codes postaux attribués aux quartiers, le nord ayant des numéros impairs tandis que les numéros pairs sont attribués aux quartiers sud. Cette division date d'il y a des siècles, sans doute à l'époque où le comte de Kildare a construit sa résidence au sud, à l'époque peu développé, et a été rapidement suivi par ses pairs ; quand on lui demandait pourquoi il allait s'installer au sud, il répondait « Où je vais me suit la mode ».
En opposition, bien que le sud soit plus aisé, la résidence officielle du président d'Irlande (Áras an Uachtaráin) se trouve au nord (mais avec le code postal 8, normalement du sud). La résidence de l'archevêque catholique de Dublin et de son homologue anglican jusqu'en 1920 sont elles aussi situées dans le Northside, ainsi que l'une des banlieues les plus riches de Dublin, la colline de Howth.
Il existe également de nombreuses banlieues ouvrières dans le sud, comme Palmerstown, Crumlin et Ballyfermot.

### Dublin 4
Les classes moyennes de Dublin sont souvent appelées Dublin 4, en référence au code postal de l'un des quartiers les plus riches de Dublin, dans lequel se trouvent les studios de la radio nationale, Radio Telefís Éireann, ainsi que bon nombre d'écoles et de lycées réputés, une université et les ambassades. Le campus moderne de l'University College of Dublin se trouve à la limite entre Dublin 4 et Dublin 14.
En fait, le terme Dublin 4 ou son abréviation D4 peut s'appliquer à n'importe quel Dublinois de classe moyenne, aussi bien du Northside que du Southside, ou plus souvent à une attitude que l'on peut trouver partout ailleurs en Irlande. De nombreux personnalités politiques et politologues vivent à Dublin 4, et ce quartier prend traditionnellement des positions très libérales lors des référendums sur des sujets tels que l'avortement ou le divorce.
Dublin 4 est également associé à un certain accent (pas vraiment spécifique à ce quartier), que certains apprécient et d'autres abhorrent.

## Sport

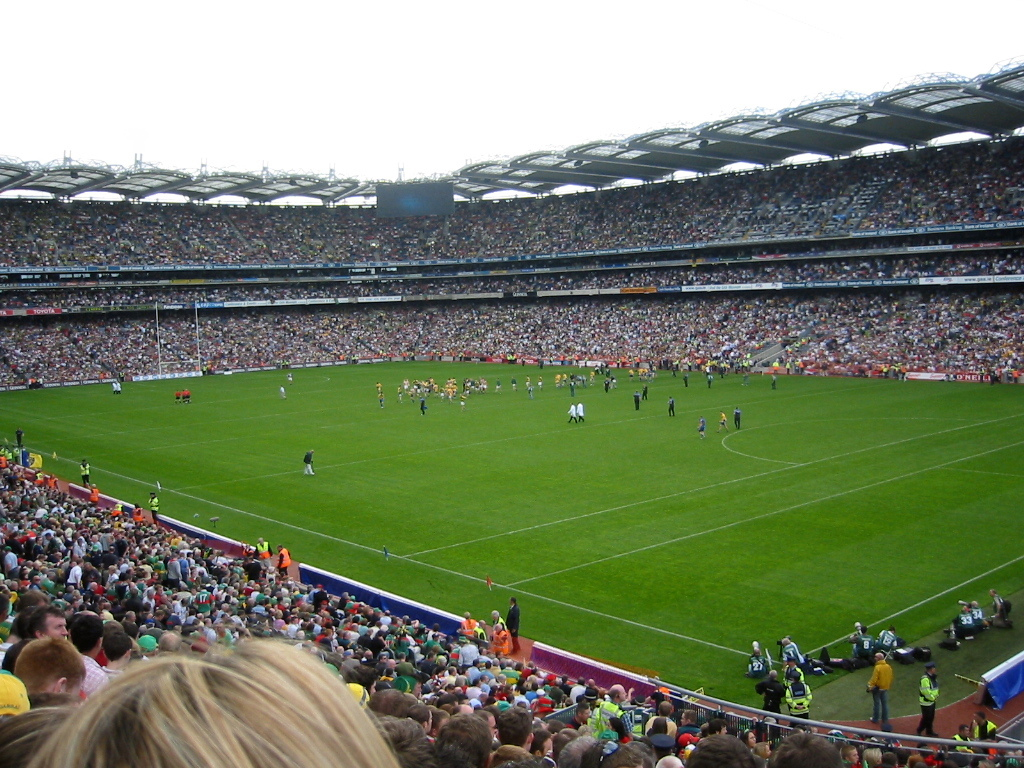
Croke Park, le troisième plus grand stade d’Europe et résidence de l’Association athlétique gaélique.

Pratiquement toutes les fédérations sportives irlandaises ont leur quartier général à Dublin. La capitale irlandaise est en 2010 la « Capitale européenne du sport ».
Avec ses 82 500 places assises, Croke Park est la troisième plus grande enceinte sportive d’Europe,. Ce stade accueille traditionnellement les sports gaéliques que sont le hurling et le football gaélique. Il accueille aussi des matchs internationaux de rugby, et des concerts comme ceux de U2 ou de Robbie Williams.
Le stade de Lansdowne Road, appartenant conjointement aux fédérations de rugby et de football reçoit les matchs des équipes nationales de ces deux sports. Nommé Aviva Stadium, il atteint une capacité d’accueil de 50 000 places. Ce nouveau stade a accueilli en 2011 la finale de la Ligue Europa.
Le Donnybrook Rugby Ground est le terrain traditionnel de l'équipe de Leinster Rugby ; à cause de son manque de place, le club déménage en 2007 à la RDS Arena.
Dublin compte cinq équipes professionnelles de football : Shamrock Rovers FC, Bohemian FC, Shelbourne FC, St. Patrick's Athletic, et UC Dublin.
Il y a également plusieurs champs de course dans l'agglomération de Dublin, dont Shelbourne Park (course de lévriers) et Leopardstown (courses hippiques). Enfin, on trouve également de nombreux autres stades, destinés au basket-ball, au handball gaélique, au hockey sur gazon ou à l'athlétisme.

## Monuments et lieux d'intérêt

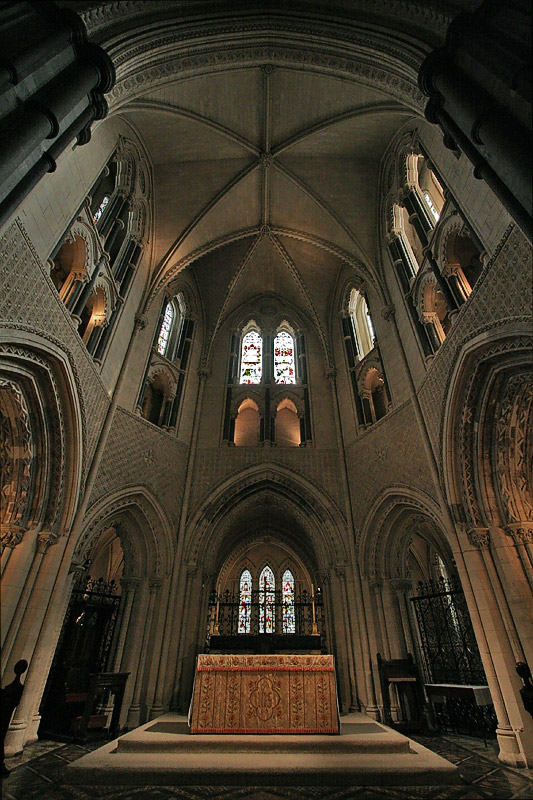
La Cathédrale de Christ Church (Église d'Irlande) vue intérieure.

Dans la ville se trouve une importante architecture géorgienne, et des lieux ayant gardé le souvenir de l'histoire littéraire irlandaise (Jonathan Swift, Oscar Wilde, George Bernard Shaw, William Butler Yeats, James Joyce, Samuel Beckett…)

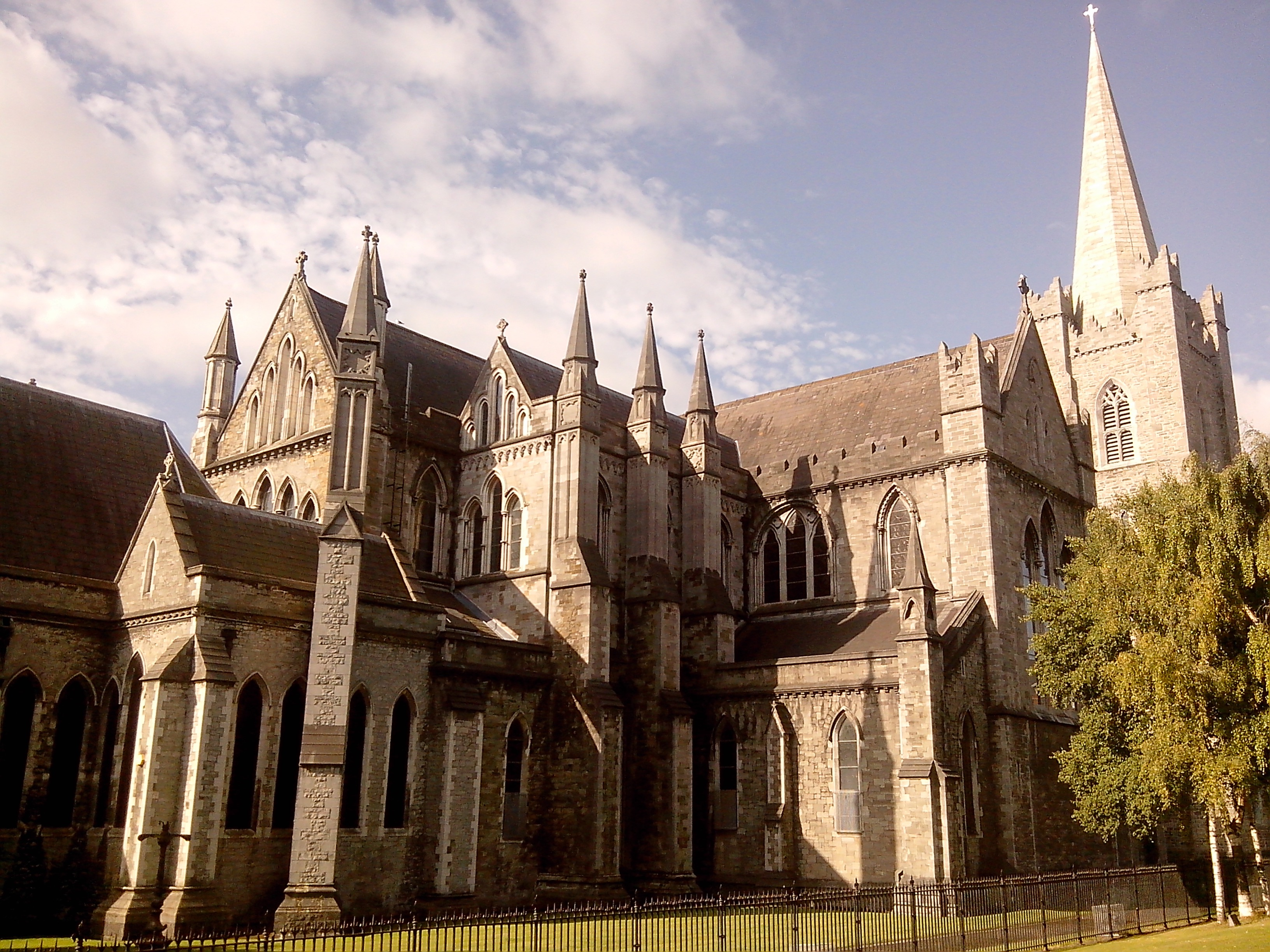
Cathédrale Saint-Patrick vue depuis le St Patrick's Park.

Parmi les sites à visiter, les plus intéressants sont :
- Trinity College, université fondée en 1592 par Élisabeth Ire d'Angleterre et qui abrite le Livre de Kells, manuscrit enluminé datant d'environ 800, ce qui en fait l'un des livres les plus anciens au monde
- la Banque d'Irlande, bâtiment qui abritait à l'origine le Parlement irlandais
- la Cathédrale Christ Church, dont certaines parties remontent à la construction danoise d'origine
- la Cathédrale Saint-Patrick
- la Pro-cathédrale Sainte-Marie de Dublin, cathédrale catholique de Dublin
- l'Église de John's Lane
- la Poste centrale de Dublin (GPO, General Post Office), site de la proclamation de la république d'Irlande en 1916 pendant le Soulèvement de Pâques
- le Château de Dublin, anciennement centre du pouvoir britannique en Irlande
- le Musée des écrivains de Dublin
- le Musée national d'Irlande ;
- la Galerie nationale d'Irlande
- le Ha'penny Bridge, qui doit son nom au péage (un demi-penny) dont devaient s'acquitter les usagers
- la Prison de Kilmainham, transformée en musée de l'histoire du nationalisme irlandais
- O'Connell Street, une des principales avenues de Dublin

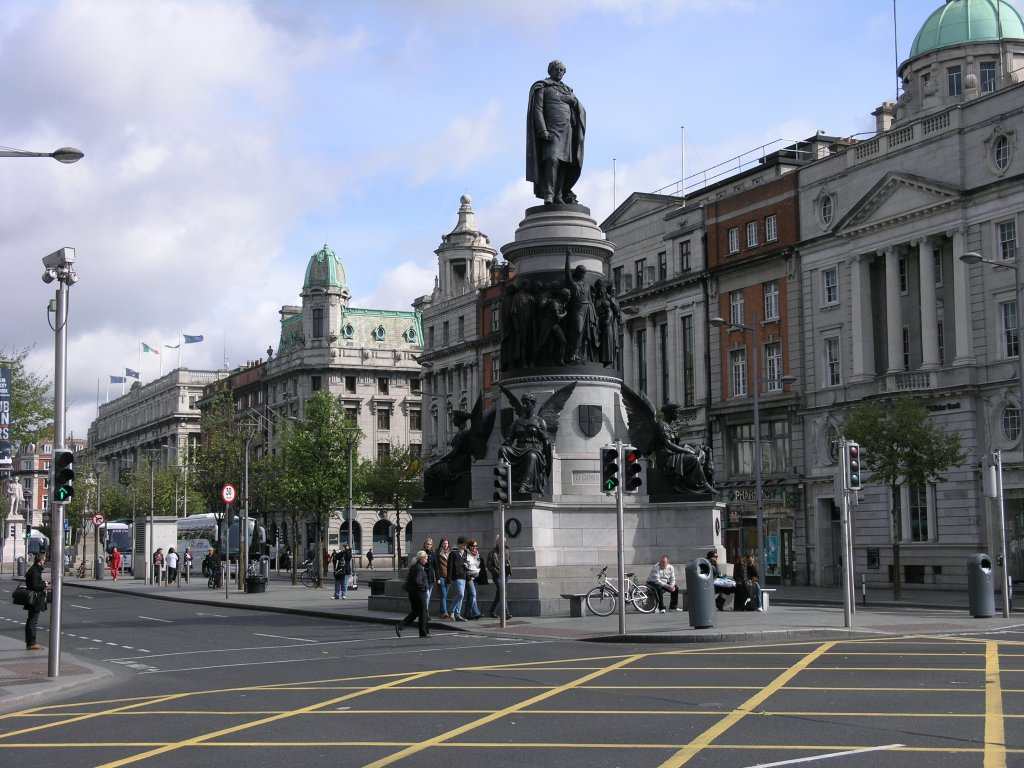
O'Connell Street.

Il y a aussi de nombreuses places et squares recelant des trésors de l'architecture géorgienne : St Stephen's Green, Merrion Square, Ely Place, Fitzwilliam Square…
Le quartier le plus richement doté en restaurants est celui de Temple Bar, ancien, intéressant et en pleine renaissance. Cependant, les autorités dublinoises essaient de réduire le nombre d'enterrements de vie de jeune fille ou de garçon (les Stag nights), qui envahissent ce quartier chaque semaine.
Pour apprécier un autre aspect de la ville, on peut visiter le paisible village de Sutton.

## Éducation

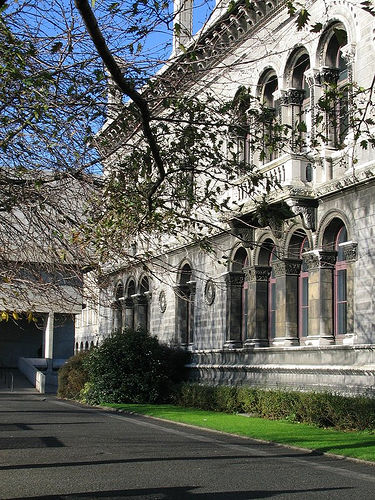
Trinity College.

Dublin est le principal centre d'enseignement supérieur en Irlande. La ville est dotée de trois universités.
L’université de Dublin (protestante à l'origine) est la plus ancienne, fondée au XVIe siècle. Son unique faculté, Trinity College, a été créée par un édit royal sous le règne d'Élisabeth Ire d'Angleterre. L’université Nationale d'Irlande a son siège à Dublin, tout comme la direction de l’University College Dublin, une faculté autonome depuis 1997, son principal organisme. Un autre de ses départements, l’université Nationale d'Irlande de Maynooth, est basé à environ 25 km de Dublin. Dublin City University est l'université la plus récente créée en Irlande. Elle est spécialisée dans le commerce, l’ingénierie et les sciences industrielles, et dispose d'importants centres de recherche.
Le Collège Royal des Chirurgiens d'Irlande est une école médicale indépendante basée à Stephen's Green, dans le centre.
Dublin Institute of Technology, l’institut de technologie de Dublin, est une école d’ingénieurs moderne, la plus grande structure d'enseignement supérieur du pays qui ne soit pas une université ; ses spécialités sont les matières technologiques, mais il dispense également un remarquable enseignement artistique. Il va bientôt s'implanter sur le campus de Grangegorman. Il y a aussi de plus petits instituts de technologie à Blanchardstown et Tallaght. Le National College of Art and Design (École nationale d'art et de design) et l'institut de Dún Laoghaire pour les Arts, le Design et la Technologie mènent des actions de recherche et d'expérimentation dans les domaines des arts, du design et des technologies de l'information. Il existe également de nombreuses écoles spécialisées dans la ville, dont certaines structures privées.

## Logement
Les loyers réclamés aux locataires sont très élevés. En 2019, ils se situent entre 1 300 et 1 800 euros en moyenne pour un logement avec une chambre. Les prix ont augmenté en moyenne de 70 % entre 2012 et 2020, faisant de Dublin la capitale européenne la plus onéreuse pour le montant des loyers.

## Transports

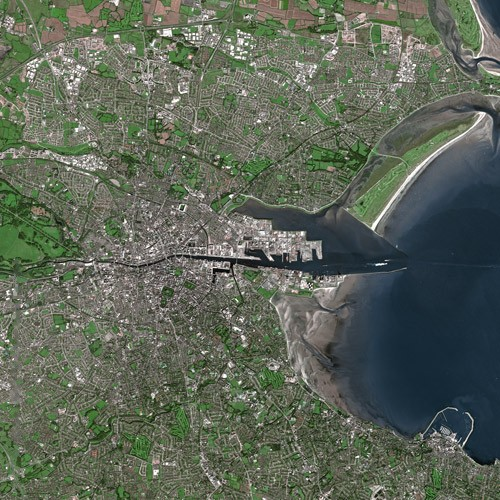
Dublin vu par le satellite SPOT du CNES.

### Port de Dublin
Le port est le plus important du pays.

### Transport aérien
L'Aéroport international de Dublin est le principal aéroport du pays. En 2022, il a accueilli 28,1 millions de passagers.

### Transport ferroviaire
Heuston Station et Connolly Station sont les deux gares principales de la ville, la première desservant le Sud et l'Ouest du pays tandis que la seconde relie Dublin à Sligo, Rosslare et Belfast.

### Réseau routier
Dublin est également le centre du réseau routier irlandais. L'autoroute M50, une sorte de périphérique encerclant Dublin du Nord au Sud en passant par l'Ouest, relie tous les axes nationaux partant de la capitale.
Un péage est perçu pour le passage du West Link, un pont autoroutier enjambant la Liffey au niveau du village de Lucan. Bien que sa construction ait débuté dans les années 1980, en 2005 tous les travaux ne sont pas terminés.
Une action en justice à propos de la préservation du site médiéval de Carrickmines Castle a retardé la dernière tranche.
Actuellement, la M50 compte 2 × 2 voies, mais on commence à réfléchir au passage à 2 × 3 voies. L'autorité routière nationale envisage également d'augmenter la capacité des parties les plus fréquentées de l'autoroute en aménageant des échangeurs plus efficaces.
Afin de boucler le périphérique, un contournement « Est » est envisagé. La première partie du projet est en cours de construction, il s'agit du tunnel du port de Dublin. L'ouverture à la circulation de ce tronçon, qui devrait accueillir principalement des poids lourds, est prévue pour 2006. Après cette mise en service, le conseil municipal de Dublin espère pouvoir interdire le passage des camions à travers la ville. La suite du projet implique un autre tunnel reliant le port au Sud de la ville, mais les plans de cette partie n'ont pas encore été établis.
La capitale est aussi entourée par ce que le conseil municipal a appelé les orbitales intérieure et extérieure. L'orbitale intérieure encercle le cœur de la ville géorgienne, de St Stephen's Green à Mountjoy Square et du King's Inns à la cathédrale Saint-Patrick. L'orbitale extérieure contourne la ville le long du cercle naturellement formé par les deux canaux de Dublin : le grand canal d'Irlande et le canal royal d'Irlande, ainsi que South Circular Road et North Circular Road.

### Transports publics
Les transports publics dublinois s'appuient sur différents réseaux gérés en majorité par la Bus Átha Cliath (Bus de Dublin) :
- le Dublin Area Rapid Transit ou DART, un train express desservant la région de Dublin sur un axe nord-sud, principalement sur la côte. C'est la seule voie de chemin de fer électrifiée du pays ;
- deux lignes de tram nommé Luas : la ligne verte en service depuis juin 2004, qui dessert le sud de Dublin et de son comté, et depuis 2017 se prolonge au nord jusqu'à Broombridge ; la ligne rouge inaugurée en septembre de cette même année, reliant les gares principales de Heuston et Connolly à la banlieue jusqu'à Tallaght.
Un projet est lancé afin de relier ces deux lignes, mais les modalités et le parcours sont encore en discussion ;
- près de 200 lignes régulières le jour (désignées par leurs numéros, parfois suivi d'une lettre) et 24 « Nitelink », des bus de nuit qui circulent sept nuits sur sept, désignés par un numéro suivi de « N ».

Il n'y a qu'un conducteur à bord (pas de contrôleur) et le prix du trajet, fonction du nombre d'arrêts de bus entre le départ et l'arrivée doit être payé exactement au conducteur à la montée, sans rendu de monnaie. Il existe également des forfaits prépayés que l'on composte à la montée du bus. Le tarif des bus de nuit est un forfait indépendant de la distance parcourue.
Un projet de métro reliant l'aéroport de Dublin au centre-ville est la prochaine étape du développement des transports publics. En 2019, l'autorité organisatrice dévoile le tracé sélectionné sur l'axe nord-sud avec un passage par l'aéroport. Le calendrier prévoit un début des travaux en 2021 pour une ouverture en 2035.
Les trains de banlieue desservent aussi l'ouest de l'agglomération, et notamment Kildare et Maynooth.

## Administrations

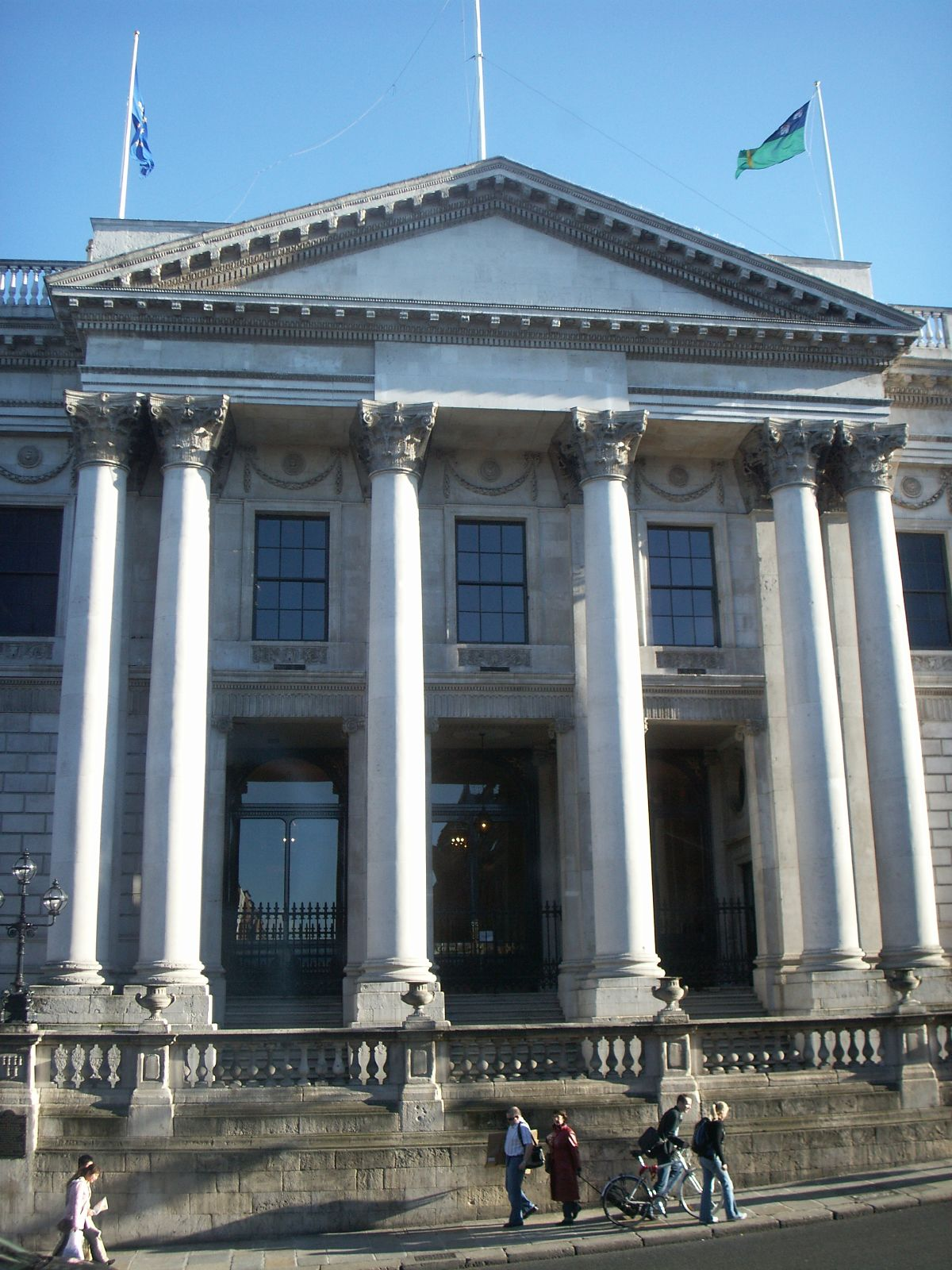
Entrée principale de l'hôtel de ville de Dublin.

### Pouvoirs municipaux
Dublin est gérée par le Conseil de la Ville de Dublin (Dublin City Council, qui s'appelait précédemment Dublin Corporation), qui est présidé par le Lord-maire de Dublin (équivalent du Maire), qui est élu annuellement et réside à Mansion House, devenue La résidence du Maire en 1715. Le conseil de Dublin est basé sur deux sites : le principal se trouve au Dublin City Hall, l'ancien Royal Exchange, qui avait été construit à cette fin dans les années 1850. Une grande part de l'administration est cependant logée dans les bâtiments des Civic Offices, très controversés car construits sur ce qui était l'un des sites archéologiques Vikings les mieux préservés au monde.
La décision de raser ce site pour le Conseil de Dublin a provoqué l'une des plus grandes contestations de l'histoire récente en Irlande, avec des milliers de personnes manifestant pour arrêter les travaux.
La destruction de ce site, et la construction de ce qu'on appelle maintenant « Les Bunkers » en référence à leur laideur, est considérée comme le pire désastre subi par le patrimoine irlandais depuis l'Indépendance. Même le Conseil de l'époque a fini par admettre sa honte, et seuls 2 des 4 bâtiments initialement prévus ont été réalisés.
À la place des deux autres, un troisième bâtiment dessiné par l'atelier de Scott Tallon Walker a été achevé en 1994. Ce bâtiment, situé face à la rivière, est moins massif que les précédents.
Les réunions du Conseil se déroulent au City Hall, sur Dame Street, l'un des plus beaux bâtiments de la ville construit par Thomas Cooley.

### Région de Dublin
Depuis des siècles, la ville a été administrée par le Conseil de Dublin. Aujourd'hui, la région de Dublin, précédemment connue comme le comté de Dublin, compte plus d'un million d'habitants répartis sur 922 km2. En 1994, le comté de Dublin (hors la ville) a été divisé en trois, chaque nouvelle entité recevant les statuts d'un comté à part entière et l'administration équivalente ; il s'agit de :
- Dun Laoghaire-Rathdown ;
- Fingal ;
- Sud-Dublin.

Il existe aujourd’hui une autorité régionale : la 'Dublin Regional Authority', au sein de laquelle les différentes administrations de chacune des entités de la région de Dublin (la ville et les trois comtés périphériques) coordonnent leurs politiques.

### Gouvernement national

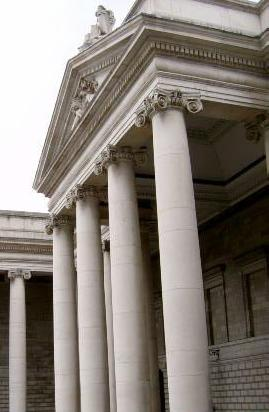
Ancien Parlement.

Le Parlement national de la république d'Irlande (appelé Oireachtas Éireann) est composé de la présidence et de deux chambres : Dáil Éireann (« Assemblée d'Irlande ») et Seanad Éireann (« Sénat d'Irlande »), les trois pouvoirs étant basés à Dublin.
La résidence du président d'Irlande s'appelle Áras an Uachtaráin, ancienne résidence du gouverneur général de l'État libre d'Irlande, situé dans Phoenix Park, le plus grand parc de la ville.
Quant aux deux chambres, elles se réunissent à Leinster House, un ancien palais ducal au Sud de la ville. Ce bâtiment est le siège du Parlement depuis la création de l'État Libre d'Irlande, le 6 décembre 1922
Le gouvernement irlandais, quant à lui, occupe un grand bâtiment conçu par Aston Webb, l'architecte qui avait créé la façade du palais de Buckingham. Ce bâtiment, aujourd’hui appelé Government Buildings, avait été construit pour être le Collège royal scientifique, il fut le dernier bâtiment construit sous l'administration britannique en Irlande. Étant donné sa proximité avec Leinster House, le bâtiment a été choisi pour accueillir temporairement certains ministères en 1921 après l'indépendance. Finalement, aussi bien Government Buildings que Leinster House (elle aussi prévue pour accueillir temporairement le parlement) sont devenues les sièges permanents, respectivement, du gouvernement et du Parlement.
Jusqu'en 1990, le gouvernement a partagé le bâtiment avec l'école d'ingénieurs de l'University College of Dublin (université) mais la construction de nouveaux bâtiments sur le campus de UCD à Belfield a permis au gouvernement de prendre possession de l'intégralité des locaux et de les réaménager à son usage.

### Jumelages
La ville de Dublin est jumelée avec :
| Ville | Ville       | Pays | Pays        | Période                    |
| ----- | ----------- | ---- | ----------- | -------------------------- |
|       | Barcelone   |      | Espagne     |                            |
|       | Bratislava, |      | Slovaquie   | depuis 2005                |
|       | Budapest    |      | Hongrie     |                            |
|       | Châteaudun  |      | France      |                            |
|       | Cirebon     |      | Indonésie   |                            |
|       | Guadalajara |      | Mexique     |                            |
|       | Kiev        |      | Ukraine     | depuis le 28 novembre 2022 |
|       | Liverpool   |      | Royaume-Uni |                            |
|       | Milan       |      | Italie      |                            |
|       | Podgorica   |      | Monténégro  |                            |
|       | Pékin       |      | Chine       |                            |
|       | San José    |      | États-Unis  |                            |
|       | Tbilissi    |      | Géorgie     | depuis 2014                |
|       | Vilnius,    |      | Lituanie    | depuis le 7 avril 2005     |
|       | Yambol      |      | Bulgarie    |                            |